# Palaeovaucheria
Palaeovaucheria clavata es una especie extinta probablemente perteneciente al grupo de las algas verde-amarillas que habitó hasta hace 1000 millones de años. Presenta filamentos multicelulares cuya morfología y dimensión sugieren que pertenece al dominio Eukarya. También presenta diferenciación celular, pues parece tener dos tipos de células diferentes, un tipo de célula central alargada y un segundo de tipo que se sitúa en la periferia. Esta estructura se asemeja a la del alga verde-amarilla contemporánea Vaucheria.
Palaeovaucheria aparece en los estratos inferiores del Mesoproterozoico, en Lakhanda Group en el sudeste de Siberia, que tienen una antigüedad de unos 1000 millones de años. También se la encuentra en la formación Svanbergfjellet en Spitsbergen, que tiene una antigüedad de 800-750 millones de años y en rocas del ártico canadiense de hace 820-780 millones de años.